# Giro d’Italia 1968

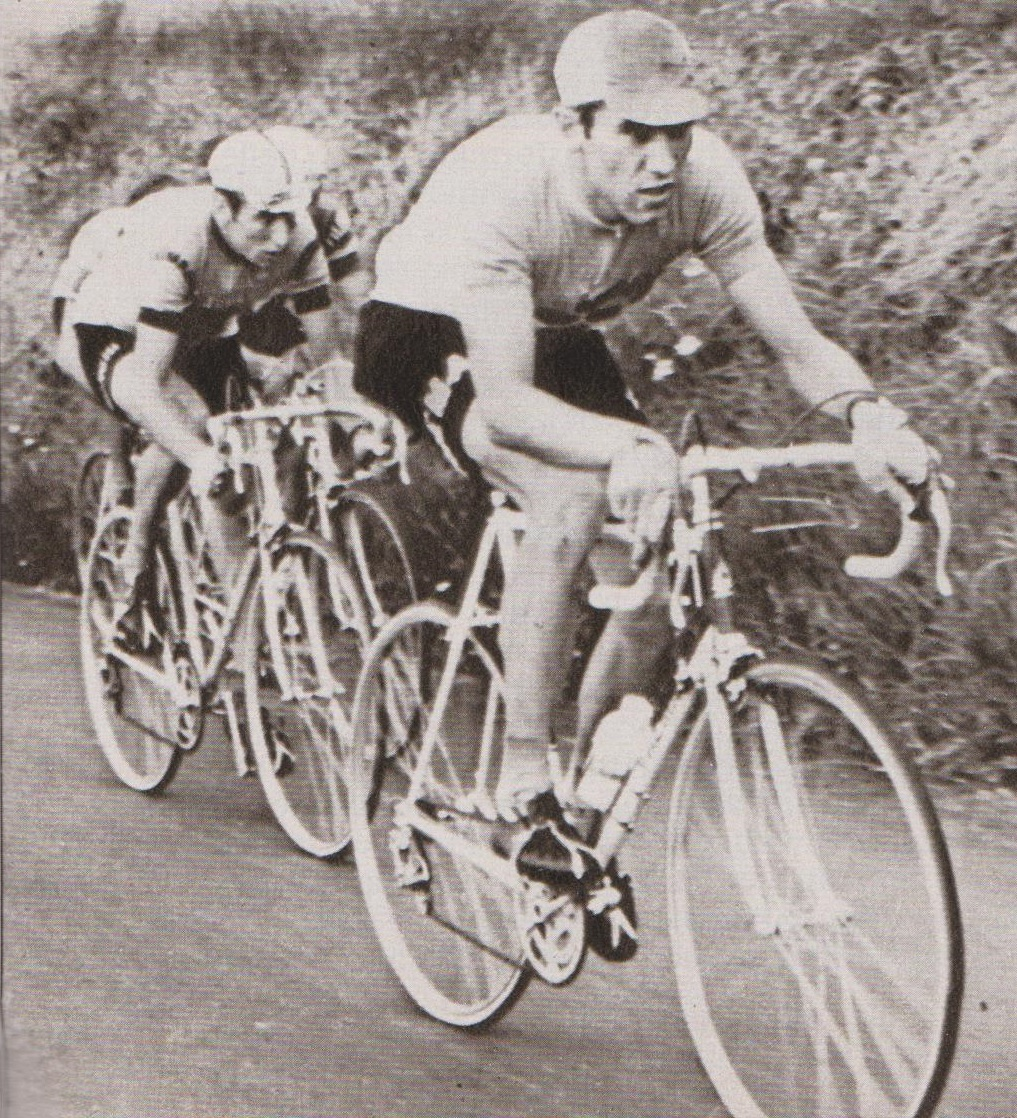
Eddy Merckx beim Giro d'Italia 1968 vor Felice Gimondi.

Der 51. Giro d’Italia wurde in 23 Abschnitten und 3919,7 Kilometern vom 20. Mai bis zum 12. Juni 1968 ausgetragen und vom Belgier Eddy Merckx gewonnen. Von den 130 gestarteten Fahrern erreichten 90 das Ziel in Neapel. Der Giro 1968 war der bergreichste Kurs nach dem Ende des Zweiten Weltkriegs. Er beinhaltete summiert mehr als 29 km Anstiegshöhe.

## Verlauf
| Etappe | von                    | nach                              | km        | Gewinner               | Maglia rosa      |
| ------ | ---------------------- | --------------------------------- | --------- | ---------------------- | ---------------- |
| Prolog | Campione d’Italia      | Campione d’Italia                 | 5,7 (EZF) | Charly Grosskost       | Charly Grosskost |
| 1      | Campione d’Italia      | Novara                            | 128       | Eddy Merckx            | Eddy Merckx      |
| 2      | Novara                 | Saint-Vincent                     | 189       | Eddy Merckx            | Eddy Merckx      |
| 3      | Saint-Vincent          | Alba                              | 168       | Guido Reybrouck        | Michele Dancelli |
| 4      | Alba                   | San Remo                          | 162       | Edward Sels            | Michele Dancelli |
| 5      | San Remo               | San Remo                          | 137       | Italo Zilioli          | Michele Dancelli |
| 6      | San Remo               | Alessandria                       | 223       | José Antonio Momeñe    | Michele Dancelli |
| 7      | Alessandria            | Piacenza                          | 170       | Guerrino Tosello       | Michele Dancelli |
| 8      | San Giorgio Piacentino | Brescia                           | 225       | Eddy Merckx            | Michele Dancelli |
| 9      | Brescia                | Lido di Caldonazzo                | 210       | Julio Jiménez          | Michele Dancelli |
| 10     | Trient                 | Monte Grappa                      | 136       | Emilio Casalini        | Michele Dancelli |
| 11     | Bassano del Grappa     | Triest                            | 197       | Guido Reybrouck        | Michele Dancelli |
| 12     | Gorizia                | Drei Zinnen                       | 213       | Eddy Merckx            | Eddy Merckx      |
| 13     | Cortina d’Ampezzo      | Vittorio Veneto                   | 163       | Lino Farisato          | Eddy Merckx      |
| 14     | Vittorio Veneto        | Marina Romea                      | 194       | Luigi Sgarbozza        | Eddy Merckx      |
| 15     | Ravenna                | Imola                             | 141       | Marino Basso           | Eddy Merckx      |
| 16     | Cesenatico             | San Marino (SMR)                  | 49 (EZF)  | Felice Gimondi         | Eddy Merckx      |
| 17     | San Marino (SMR)       | Foligno                           | 196       | Franco Bitossi         | Eddy Merckx      |
| 18     | Foligno                | Abbadia San Salvatore             | 166       | Julio Jiménez          | Eddy Merckx      |
| 19     | Abbadia San Salvatore  | Rom                               | 181       | Luciano Dalla Bona     | Eddy Merckx      |
| 20     | Rom                    | Rocca di Cambio                   | 215       | Luis Pedro Santamarina | Eddy Merckx      |
| 21     | Rocca di Cambio        | Block Haus (Majella-Nationalpark) | 198       | Franco Bitossi         | Eddy Merckx      |
| 22     | Chieti                 | Neapel                            | 235       | Guido Reybrouck        | Eddy Merckx      |

## Endstände
| Sieger        | Eddy Merckx        | 108:42:27 h |
| Zweiter       | Vittorio Adorni    | + 5:01 min  |
| Dritter       | Felice Gimondi     | + 9:05 min  |
| Vierter       | Italo Zilioli      | + 9:17 min  |
| Fünfter       | Willy Van Neste    | + 10:43 min |
| Sechster      | Gianni Motta       | + 12:23 min |
| Siebter       | Michele Dancelli   | + 12:33 min |
| Achter        | Franco Balmamion   | + 15:43 min |
| Neunter       | Francisco Gabica   | + 16:59 min |
| Zehnter       | Franco Bitossi     | + 19:02 min |
| Punktewertung | Eddy Merckx        | 198 P.      |
| Zweiter       | Franco Bitossi     | 138 P.      |
| Zweiter       | Michele Dancelli   | 134 P.      |
| Bergwertung   | Eddy Merckx        | 340 P.      |
| Zweiter       | Julio Jiménez      | 180 P.      |
| Dritter       | Giancarlo Polidori | 140 P.      |
| Teamwertung   | Faema              |             |